# Heikki Kekoni
Heikki Kekoni, finski general, * 1893, † 1953.